# Walther Kittel
Walther Kittel, nemški general in vojaški zdravnik, * 20. marec 1887, † 11. november 1971.

## Življenjepis
Leta 1905 je vstopil v vojsko in pričel s študijem medicine na Akademiji cesarja Wilhelma, ki ga je končal leta 1910. Do leta 1914 je nato delal v Univerzitetni psihiatrični kliniki Göttingen, nato pa je deloval kot poljski zdravnik med prvo svetovno vojno. Po vojni je ostal v Reichwehru in pozneje v Wehrmachtu.
Med drugo svetovno vojno je bil armadni zdravnik 1. (1939–40), 12. (1940–42) in 6. armade (1942). Leta 1942 je postal tudi redni član Znanstvenega senata za vojaško-medicinske zadeve in Glavni medicinski častniki Štaba Don. Nato je bil glavni zdravnik Armadnih skupin Don (1942–43), Jug (1943–44), Severna Ukrajina (1944), A (1944–45) in Center (1945).
Iz vojnega ujetništva je bil izpuščen leta 1947.
Med letoma 1963 in 1967 je bil član Znanstvenega posvetovalnega telesa za medicinske in zdravstvene zadeve pri zveznem ministru za obrambo.